# Ludjatako Corona
La Ludjatako Corona è una struttura geologica della superficie di Venere.